# Quai Rambaud
Le quai Rambaud est un quai aménagé le long de l'ancien port Rambaud au XIXe siècle, sur la rive gauche de la Saône, au nord du confluent avec le Rhône.

## Situation
Il commence côté amont (au nord) à la fin du quai Maréchal-Joffre à partir du pont Kitchener-Marchand. Il se termine (au sud) au pont de la Mulatière et au confluent avec le Rhône, où il rejoint le quai Perrache.

## Origine du nom
Le quai est nommé en référence à Pierre-Thomas Rambaud, maire de Lyon entre 1818 et 1826, qui initie les travaux après avoir obtenu « la cession définitive de la presqu'île Perrache à la ville ».

## Histoire
Le nom de quai Rambaud est attribué par délibération municipale du 9 décembre 1825, confirmée par un arrêté préfectoral du 19 janvier 1826. Le quai change d'appellation en 1837 et devient alors le cours Rambaud (délibération municipale du 18 mai 1837). Il reprend son nom actuel par délibération municipale du 9 mai 1890.
Un plan de relance du quartier Confluence à Lyon (2e arrondissement), où se situe le quai, commence en 1994 à l'initiative de Raymond Barre.  Le résultat en est un quai qui se distingue par une architecture moderne.

## Points d'intérêt architectural
La Sucrière est une ancienne usine construite en 1930, convertie d'abord en entrepôt et ensuite en lieu artistique et événementiel. Deux bâtiments des architectes Jakob + MacFarlane (le cube orange, et l'immeuble Euronews) y sont également notables.  Le quai continue jusqu'au confluent de la Saône et du Rhône, devant le Musée des Confluences.

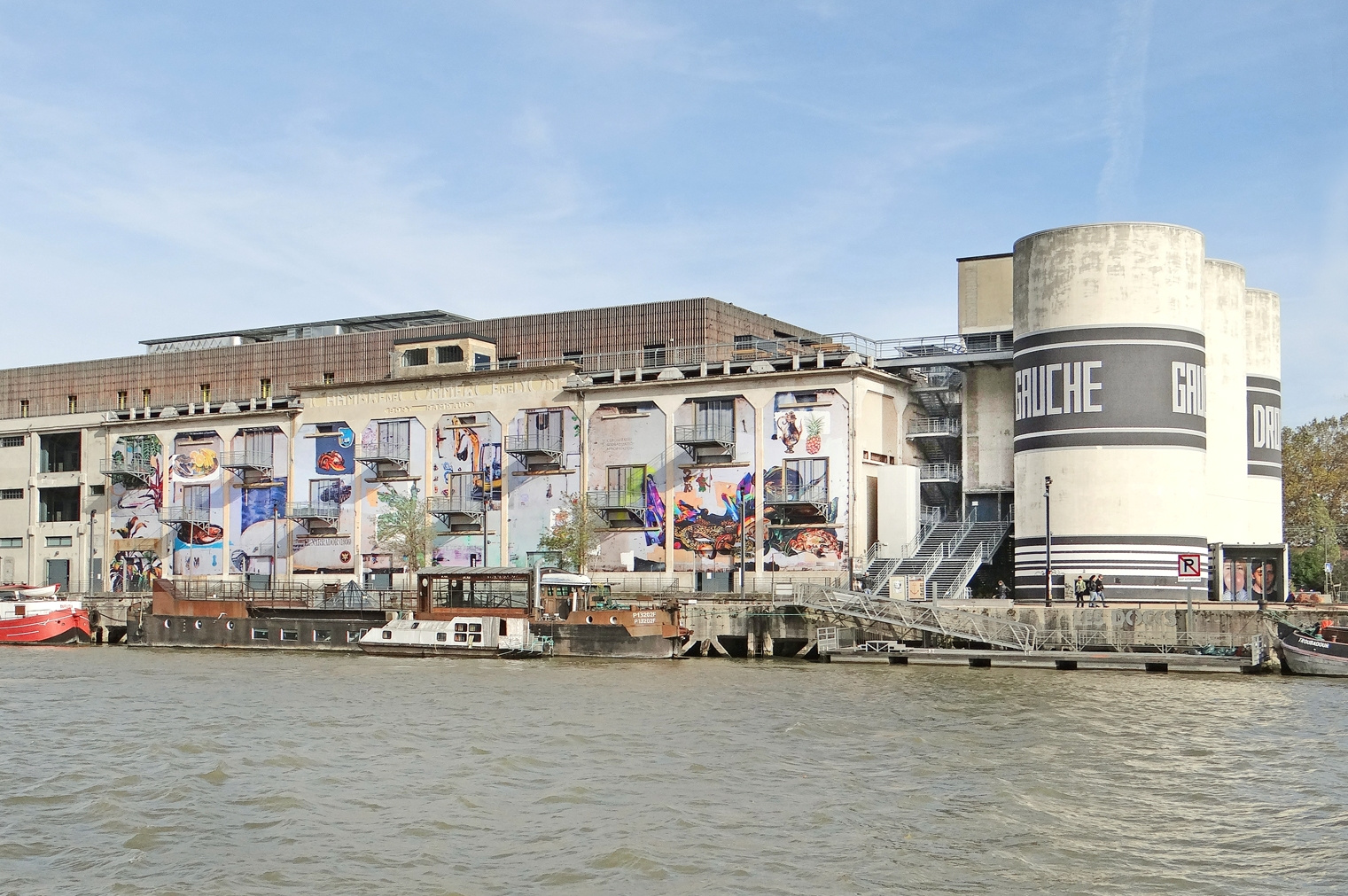
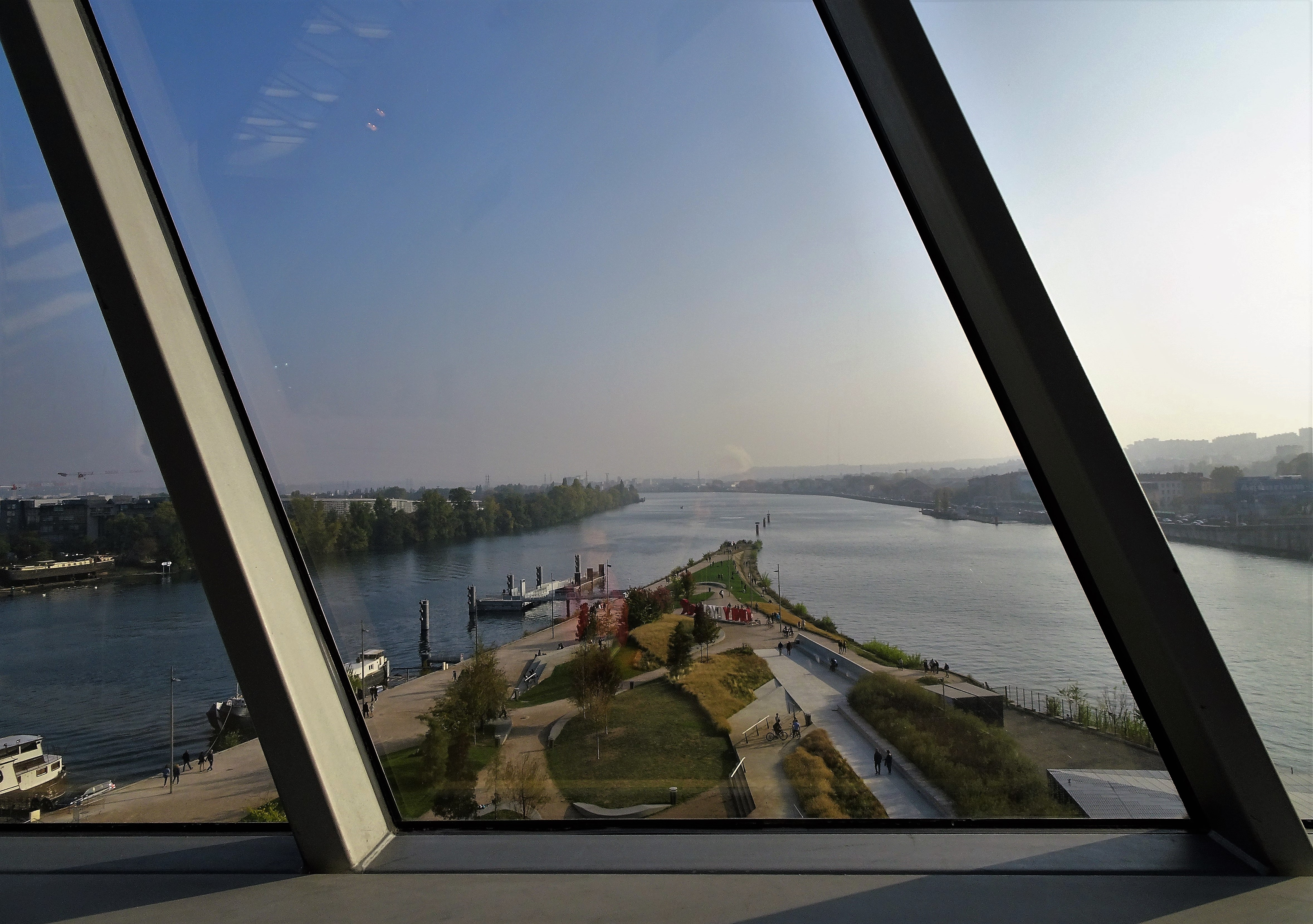